# Symfonie nr. 29 (Brian)
Havergal Brian voltooide zijn Symfonie nr. 29 in 1967.
Brian had in de jaren rond 1967 een piek in zijn creativiteit. In 1967 schreef hij ook zijn Symfonie nr. 28 en nr. 30. Net als zijn voorganger gebruikte Brian de klassieke opzet van een vierdelige symfonie. Alhoewel van een langere tijdsduur dan zijn voorganger is deze symfonie toch nog relatief kort van duur.
De delen:
- Adagio - Allegro
- Lento cantabile sempre
- Allegretto grazioso
- Adagio – Allegro molto – adagio

Ook deze symfonie van Brian kende maar weinig uitvoeringen, maar dit werk is in tegenstelling tot haar voorganger wel in een concertzaal te horen geweest. Nicholas Smith gaf op 17 november 1976 leiding aan het semiprofessionele Symfonieorkest van North Staffordshire in de Victoria Hall in Stoke-on-Trent. Op 22 december 1978 volgde wederom een uitvoering; dit maal legde Myer Fredman het werk voor radio-uitzending vast met het Philharmonia Orchestra. Daarna verdween het weer in de la tot 2014, de plaatopname voor platenlabel Naxos.
Het werk werd opgedragen aan beeldhouwer Robert Thomas, die kort daarvoor een buste van Brian had gemaakt.
Orkestratie:
- 3 dwarsfluiten, 2 hobo’s, 1 althobo, 2 klarinetten, 1 basklarinet, 3 fagotten (III ook contrafagot)
- 4 hoorns, 3 trompetten, 3 trombones, 1 tuba
- pauken, percussie (kleine troms, bekkens, grote trom, triangel, tamboerijn, xylofoon, glockenspiel),
- violen, altviolen, celli, contrabassen

Symfonie nr. 1 "Gotische"  · 2 · 3 · 4 · 5 · 6 · 7 · 8 · 9 · 10 · 11 · 12 · 13 · 14 · 15 · 16 · 17 · 18 · 19 · 20 · 21 · 22 · 23 · 24 · 25 · 26 · 27 · 28 · 29 · 30 · 31 · 32